# INDATA DAI
INDATA DAI (DAI) је кућни рачунар, производ фирме INDATA који је почео да се израђује у Белгији током 1979. године.
Користио је Intel 8080A као централни микропроцесор а RAM меморија рачунара DAI је имала капацитет од 48 KB. 
Као оперативни систем кориштен је CP/M са диск јединицом.

## Детаљни подаци
Детаљнији подаци о рачунару DAI су дати у табели испод.
|                       |                                                  |
| [ 1 ]                 |                                                  |
| Произвођач            |                                                  |
| Тип                   | кућни рачунар                                    |
| Меморија              | 48 KB                                            |
| Поријекло             | Белгија                                          |
| Година                | 1979                                             |
| Тастатура             | тастатура са тастерима смјера (57 тастера)       |
| Процесор              |                                                  |
| Фреквенција процесора | 2                                                |
| RAM                   | 48 KB                                            |
| ROM                   | 24 KB                                            |
| Текст                 | 60 x 24                                          |
| Графика               | 65 x 88 / 130 x 176 / 260 x 352 са 4 или 16 боја |
| Боја                  | 16                                               |
| Звук                  | 3 стерео гласа + 1 генератор шума                |
| Димензије             | 45 x 38 x 12                                     |
| Портови               |                                                  |
| Оперативни систем     | са диск јединицом                                |